# Ubytyra
Ubytyra is een kevergeslacht uit de familie van de boktorren (Cerambycidae). De wetenschappelijke naam van het geslacht werd voor het eerst geldig gepubliceerd in 2012 door Martins & Galileo.

## Soorten
Ubytyra is monotypisch en omvat slechts de volgende soort:
- Ubytyra tuberosa Martins & Galileo, 2012